# Wouter Zwart
Wouter Zwart (Elst (Gelderland), 30 juli 1977) is een Nederlandse journalist. Sinds 2006 is hij buitenlandcorrespondent van het NOS Journaal, sedert voorjaar 2019 vanuit Berlijn.

## Biografie
In 1999 studeerde Zwart cum laude  af aan de School voor Journalistiek in Utrecht. Zijn scriptie gaat over de journalistiek in tijden van oorlog. Daarna volgde hij verscheidene opleidingen aan de Media Academie in Hilversum. Hij liep stage bij het Noordhollands Dagblad en het VARA/NPS-programma Zembla. In 1999 trad hij in dienst van het NOS Journaal op de afdeling buitenland.

## NOS Journaal
Vanaf 2006 raakte Zwart bij het grote publiek bekend als buitenlandcorrespondent van het NOS Journaal voor China en het Verre Oosten. Vanuit zijn woonplaats in Peking verzorgde hij reportages voor televisie, radio en internet. In november 2012 werd hij correspondent in de Verenigde Staten met standplaats Washington. Die stad verruilde hij in de lente van 2019 voor Berlijn om aldaar Duitslandcorrespondent voor de NOS te worden.
Zwart is per 1 februari 2024 als Duitsland en Midden-Europa correspondent opgevolgd door Charlotte Waaijers. Hij keert terug naar Hilversum als plaatsvervangend chef van het Jeugdjournaal.

## Philip Bloemendal Prijs
In 2006 was Wouter Zwart laureaat van de Philip Bloemendal Prijs, een stimuleringsprijs voor jonge talenten in de media die het nieuws op heldere en effectieve manier kunnen presenteren. De prijs werd hem uitgereikt door columnist/schrijver Jan Mulder. De jury zei over zijn werkwijze dat hij in zijn reportages “... verre onderwerpen dichtbij brengt door zijn creativiteit, zijn aangename ironie, zijn schrijftalent en zijn talent om beeld en geluid goed te laten samenvallen.”